# 馬爾季尼夫卡 (別列濟夫卡區)
47°19′54″N 30°36′31″E / 47.33167°N 30.60861°E
馬爾季尼夫卡（烏克蘭語：Мартинівка）是位於烏克蘭西南部的村莊，由敖德萨州贝雷济夫卡区的斯特留科韋市鎮負責管轄。該村始建於1896年，面積0.2平方公里，海拔高度19米，2001年人口48，人口密度每平方公里240人。